# Newnesioidea
Newnesioidea zijn een superfamilie van weekdieren uit de klasse van de Gastropoda (slakken).

## Taxonomie
De volgende familie is bij de superfamilie ingedeeld:
- Newnesiidae Moles, Wägele, Schrödl & Avila, 2017